# Herz-Jesu-Kloster (München)

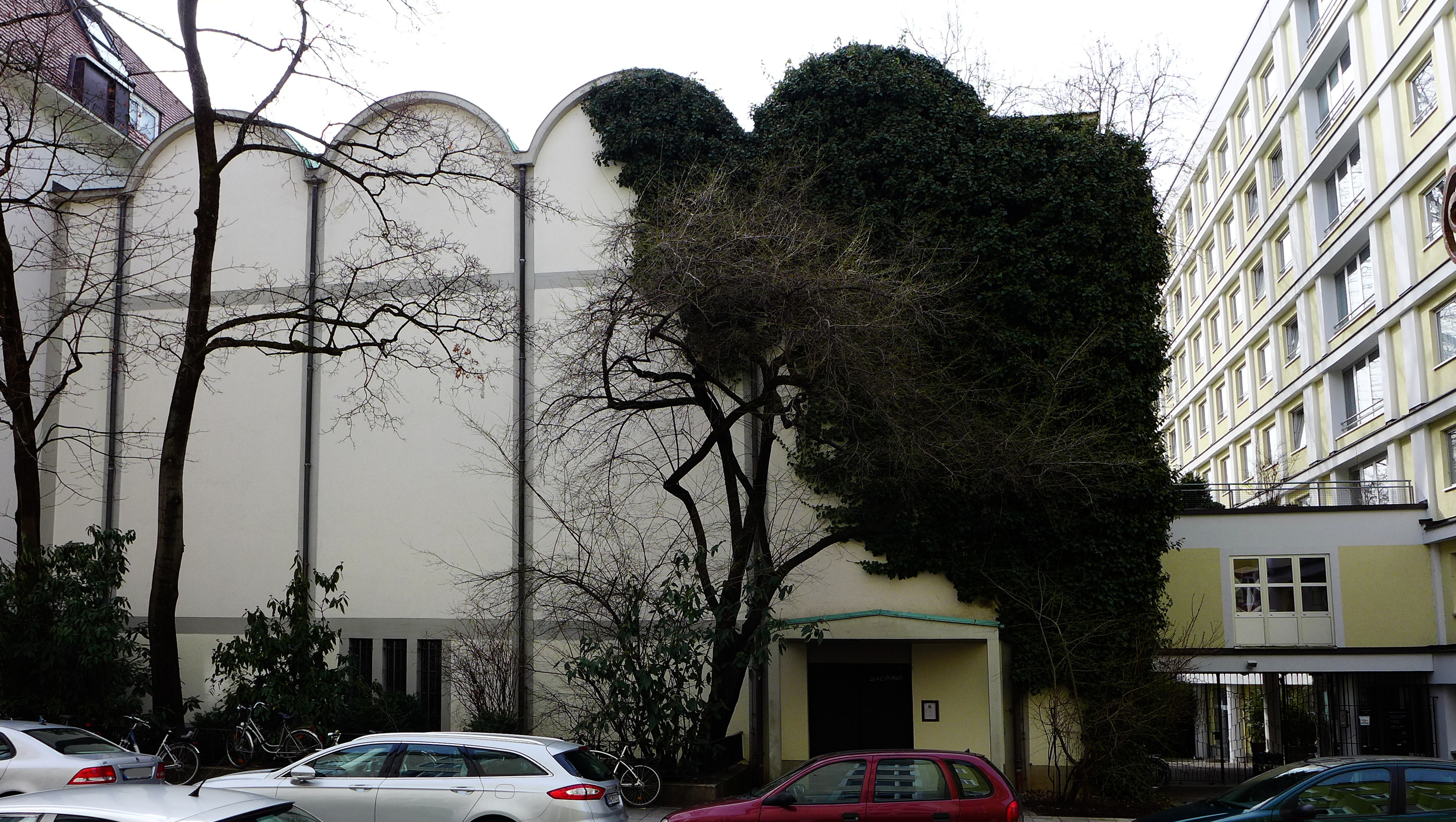
Herz-Jesu-Kloster in der Buttermelcherstraße 10

Das Herz-Jesu-Kloster (Klösterl) der Niederbronner Schwestern  mit seiner Klosterkirche befindet sich in der Buttermelcherstraße 10 in der Isarvorstadt in München.

## Geschichte
Ein 1869 nach Plänen von Michael Reifenstuel errichteter Vorgängerbau wurde im Zweiten Weltkrieg durch Bomben zerstört. Die heutige Klosteranlage mit Kirche und Mädchenwohnheim entstand in den Jahren 1953 bis 1955 nach Entwürfen von Alexander von Branca und Herbert Groethuysen. Grundsteinlegung war am 16. August 1953, geweiht wurde die Kirche am 5. Juni 1955.
Im Jahr 1963 erhielt die Klosterkirche eine Orgel der Firma Rieger aus Vorarlberg. 1995 wurde die Kirche renoviert. 1999 erhielt sie den Status eines Kulturdenkmals

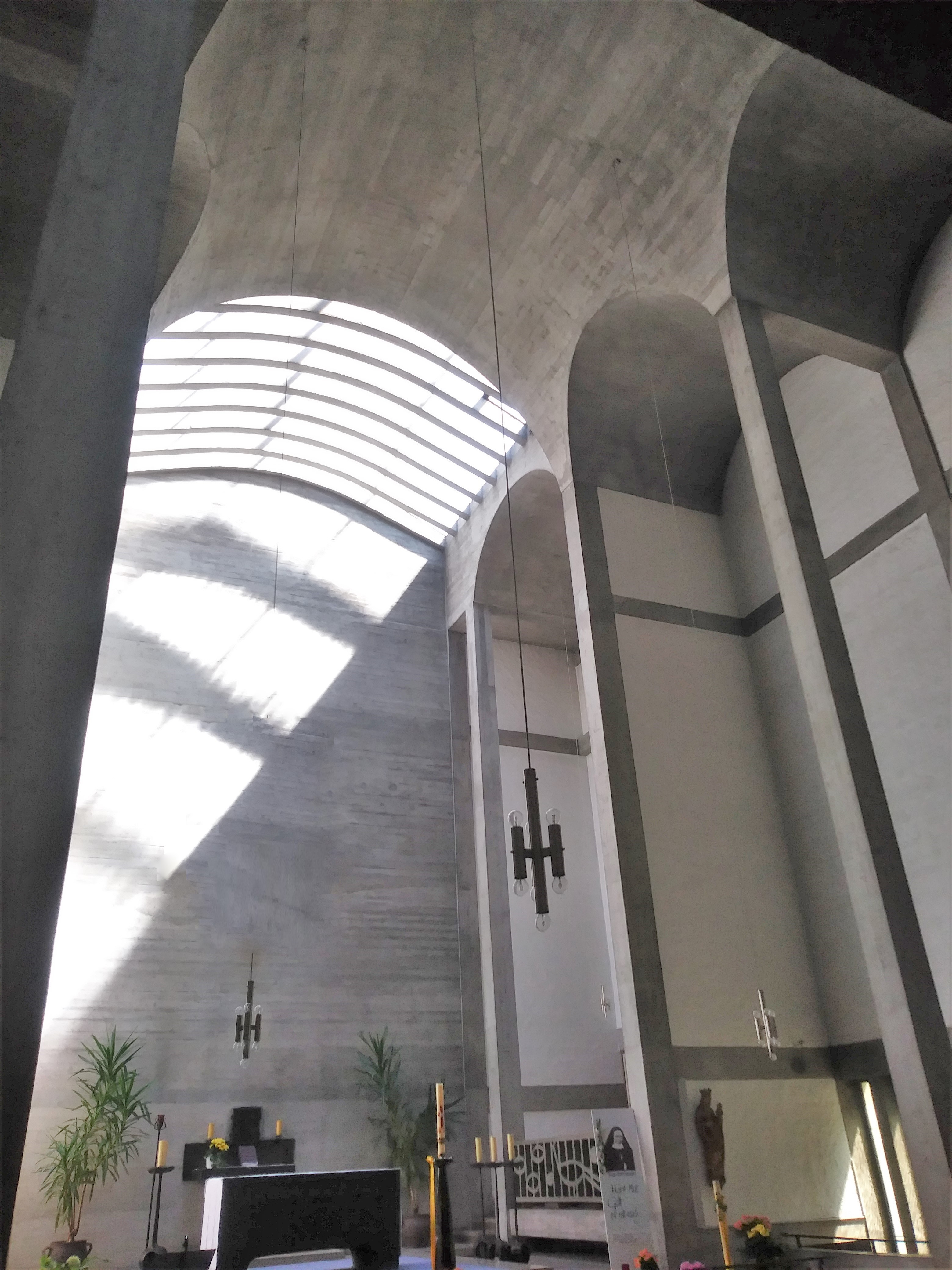
Sichtbeton

Innenraum

## Architektur und Ausstattung
Die Kirche des Herz-Jesu-Klosters ist die erste Kirche Münchens, die vollständig als Stahlbetonbau ausgeführt wurde. Es handelt sich um eine dreischiffige Hallenkirche in Sichtbeton; beiderseits des Altars ist der zum Hauptschiff hin geschlossene Chorraum der Schwestern.

### Ausstattung
Für die Ausstattung wurden regionale Künstler eingebunden. So stammen das Chor-Mosaik von Karl Knappe; der Tabernakel und der Sakramentsaltar von Heinrich Kirchner; der Altarblock von Fritz Koenig und Karl Reidel; Leuchter und Altarkreuz von Johannes Dumanski; Chorschranken, Weihwasserbecken, die Bronzebeschläge der großen Portale von Blasius Gerg; die Kunstschmiedearbeiten (Eingangsgitter der Pforte, Abgänge zur Krypta und Gitter zur Empore) von Herbert Altmann.
Schon Jahre vor dem Zweiten Vatikanischen Konzil (1962–65) wurde der Chorraum für eine der Gemeinde zugewandte Liturgie vorbereitet: Der Hauptaltar ist ein freistehender Basaltblock, der Tabernakel befindet sich davon abgesetzt an der Chor-Stirnwand auf dem Sakramentsaltar.

### Orgel
Die Orgel der Klosterkirche befindet sich auf der rückseitigen Empore und wurde 1963 durch die renommierte Orgelbaufirma Rieger aus Schwarzach (Vorarlberg) errichtet. Das Instrument besitzt 25 Register und vollmechanische Schleifladen. Die Disposition ist wie folgt:

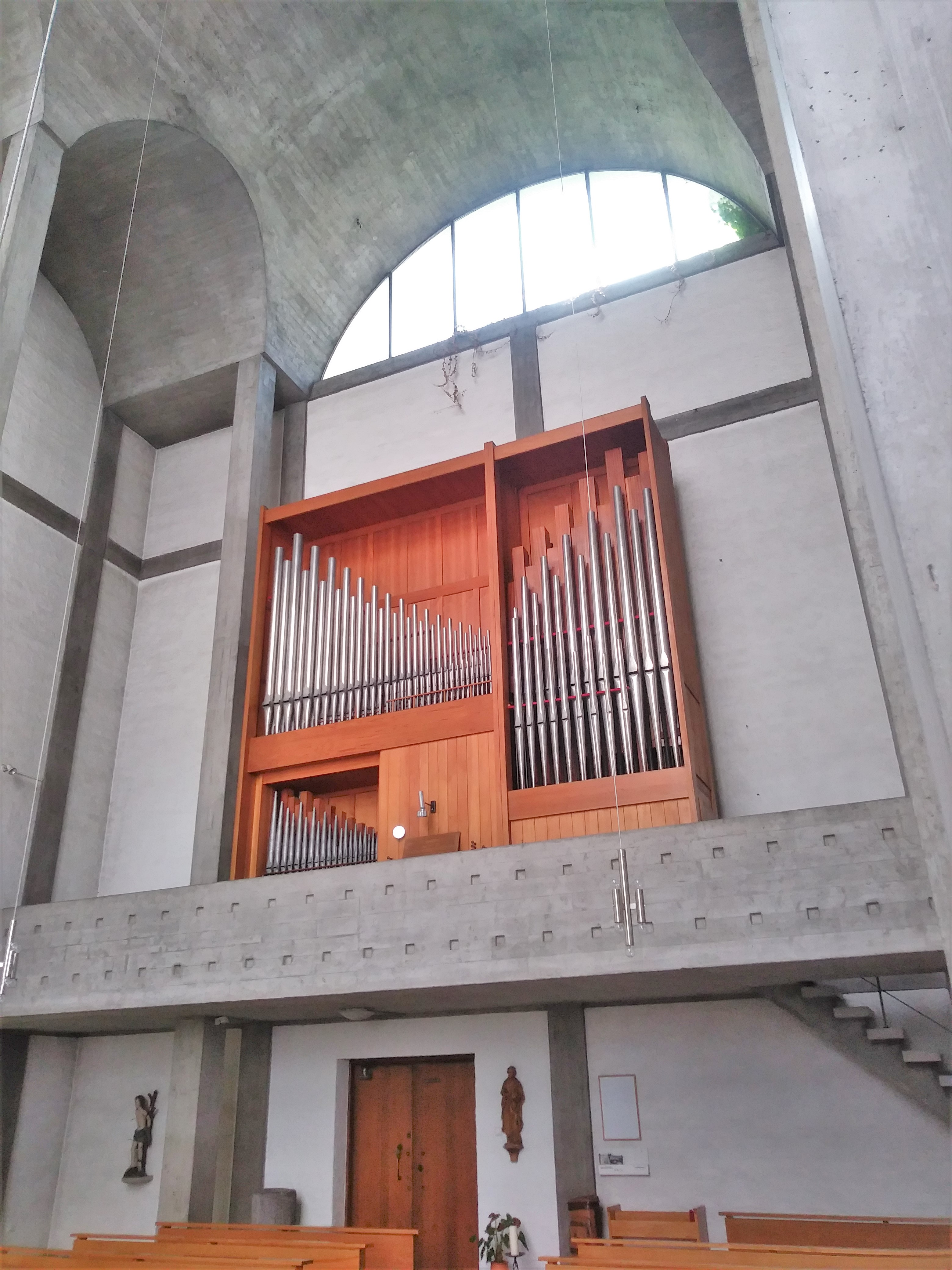
Rieger-Orgel

| I Hauptwerk C–g3 |                |       |
| 1.               | Principal      | 8′    |
| 2.               | Rohrflöte      | 8′    |
| 3.               | Octave         | 4′    |
| 4.               | Sesquialter II | 2 ⁄3′ |
| 5.               | Blockflöte     | 2′    |
| 6.               | Mixtur IV      | 1 ⁄3′ |

| II Positiv C–g3 |             |    |
| 7.              | Holzgedeckt | 8′ |
| 8.              | Koppelflöte | 4′ |
| 9.              | Principal   | 2′ |
| 10.             | Sifflet     | 1′ |
| 11.             | Regal       | 8′ |
|                 | Tremulant   |    |

| Pedal C–f1 |                |         |
| 12.        | Subbass        | 16′     |
| 13.        | Spitzflöte     | 8′      |
| 14.        | Choralfbass II | 4′ + 2′ |
| 15.        | Basson         | 16′     |

- Koppeln: II/I, I/P, II/P

### Glocken
Im Glockenträger hängen drei historisch sehr wertvolle Bronzeglocken, welche bis heute über Seilzug von Hand geläutet werden.
| Glocke | Gussjahr | Gießer                           | Durchmesser | Gewicht | Schlagton |
| ------ | -------- | -------------------------------- | ----------- | ------- | --------- |
| 1      | 1818     | Johann Georg Stecher, Burghausen | 1030 mm     | 638 kg  | g′-1      |
| 2      | 1540     | Wolfgang Steger, München         | 840 mm      | 394 kg  | b′+0      |
| 3      | 1717     | Joseph Mair, Landshut            | 770 mm      | 294 kg  | d″-2      |